# Tobin Bell
Tobin Bell (* 7. srpna 1942 Queens) je americký herec. Napsal také několik divadelních her a několik scénářů.

## Životopis
Narodil se v Queensu, ale vyrůstal v Massachusetts. Jeho matka byla také herečkou. Pro svůj vzhled je často obsazován do rolí padouchů nebo vrahů. Získal Cenu Best Butcher (Nejlepší sériový vrah) a v roce 2006 byl nominován na cenu Best Villain (Nejlepší padouch). Nejvíce se proslavil ve filmu Saw, hrál také v některých seriálech jako 24 hodin nebo po boku Chucka Norrise v seriálu Walker, Texas Ranger.
Má dva syny. V lednu 2018 Bellova manželka, Elizabeth, požádala po 25 letech manželství o rozvod.

## Filmografie (výběr)
- 1982: Tootsie
- 1988: Hořící Mississippi
- 1989: Perfektní svědek (TV)
- 1990: Mafiáni
- 1990: Jake and the Fatman
- 1993: Boiling Point
- 1993: Firma
- 1993: S nasazením života
- 1993: Malice
- 1993: NYPD Blue (TVS)
- 1994: Pohotovost (TVS)
- 1995: Serial Killer
- 1995: Rychlejší než smrt
- 1995: Chameleon (TVS)
- 1996: Nemocnice Chicago Hope (TVS)
- 1996: Policie New York (TVS)
- 1996: Atentát (TV)
- 1996: Cheyenne
- 1996: The Lazarus Man (TVS)
- 1997: Murder One (TVS)
- 1997: Brutální Nikita (TV)
- 1997: Hvězdná brána (TVS)
- 1997: Stargate SG-1 (TV)
- 1998: Nebezpená zásilka
- 1998: Brownovo Requiem
- 1998: One Hot Summer Night
- 1998: Walker, Texas Ranger (TVS)
- 1999: Vengeance Unlimited
- 1999: Strange World
- 1999: Policie z Palm Beach
- 1999: Once and Again (TVS)
- 1999: Krutá říše (TVS)
- 1999: The 4th Floor
- 2000: Virtual Reality (TVS)
- 2000: Akta X (The X Files)(TV)
- 2000: Pretender (TVS)
- 2000: Eldorádo
- 2001: Ten, kdo tě chrání (TVS)
- 2001: Nash Bridges (TVS)
- 2001: Good Neighbor
- 2001: Alias (TVS)
- 2002: Charmer (TVS)
- 2002: Západní křídlo bílého domu (TVS)
- 2002: Power Play
- 2002: Černá maska 2: Město masek
- 2003: 24 hodin (TVS)
- 2004: Saw: Hra o přežití
- 2005: Revelations (TV)
- 2005: Saw II
- 2005: Zjevení (TVS)
- 2006: Saw III
- 2007: Vražedný souboj (TVS)
- 2007: The Haunting Hour: Don't Think About It
- 2007: Decoys 2: Alien Seduction
- 2007: Saw IV
- 2007: Hodina duchů
- 2007: Buried Alive
- 2007: Boogeyman 2
- 2007: 07 Spaceys
- 2008: Saw V
- 2009: Saw VI
- 2009: Taková moderní rodinka
- 2009: Boogeyman 3
- 2010: Saw 3D
- 2010: Bump
- 2013: Life of the party
- 2017: Jigsaw
- 2023: Saw X